# Erandio
Erandio är en kommun i Spanien. Den ligger i Biscayaprovinsen i den autonoma regionen Baskien i norra delen av landet, 300 km norr om huvudstaden Madrid. Antalet invånare är 24 662 (2024). Arean är 18,17 kvadratkilometer. Erandio gränsar till Bilbao, Barakaldo, Leioa, Getxo, Berango, Laukiz, Loiu, Sondika och Sestao. 